# Чиангмай (аэропорт)

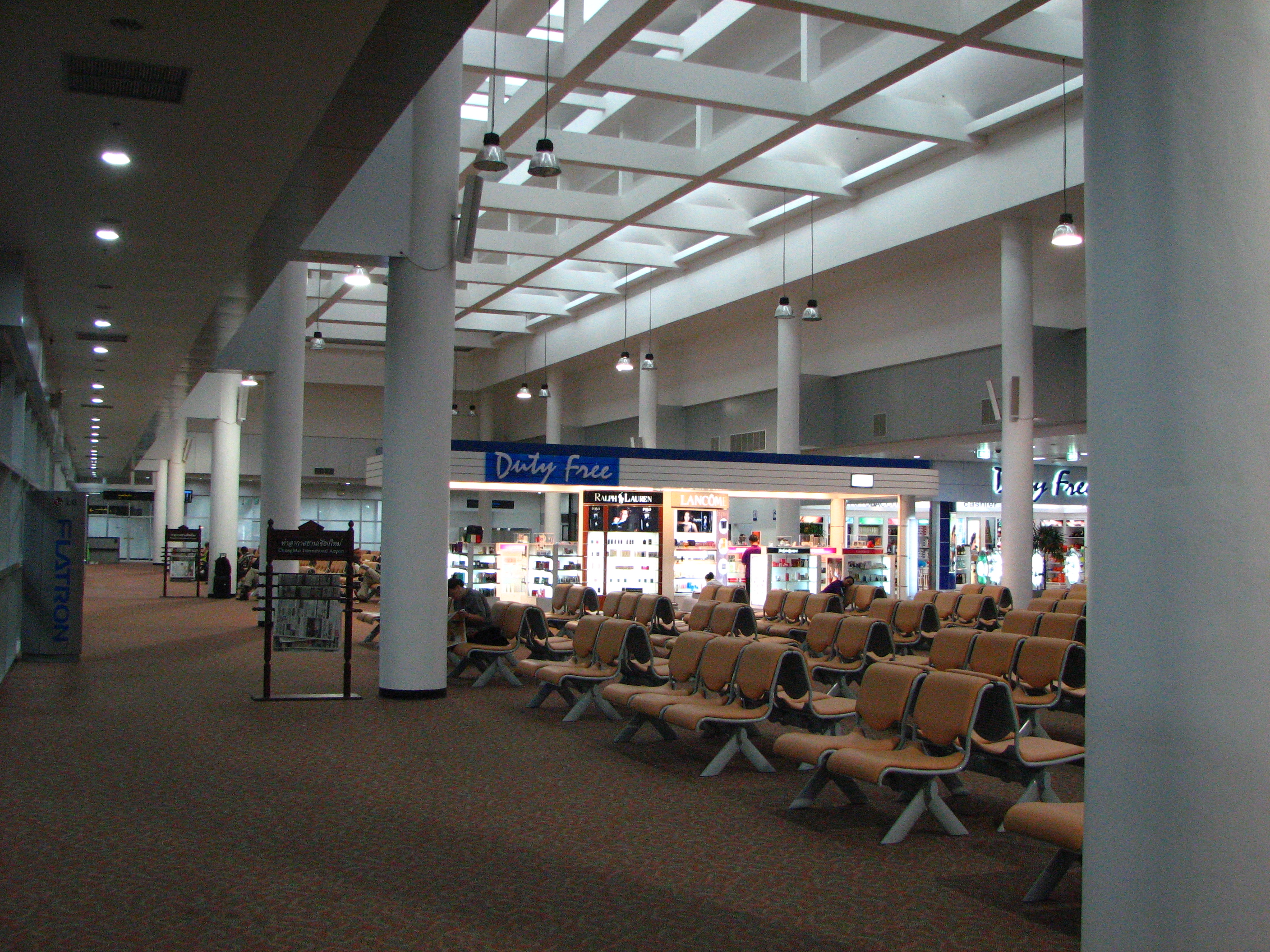
Зона вылета международного терминала аэропорта Чиангмай

Международный аэропорт Чиангмай (тайск. ท่าอากาศยานนานาชาติเชียงใหม่), (ИАТА: CNX, ИКАО: VTCC) — аэропорт совместного базирования, обслуживающий военные рейсы и коммерческие авиаперевозки города Чиангмай — столицы одноимённой провинции (Таиланд).

## Общие сведения
Является крупнейшей воздушной гаванью северной части страны и занимает третье место среди самых загруженных аэропортов Таиланда. В 2010 году в международном аэропорту Чиангмай по регулярным маршрутам работало 17 авиакомпаний, аэропорт обслужил 15 тысяч взлётов и посадок воздушных судов, а также обработал 16 тысяч тонн различных грузов. В том же году услугами аэропорта воспользовалось более трёх миллионов человек.
Международный аэропорт Чиангмай закрыт для приёма самолётов с полуночи до 5 часов утра по местному времени.
В 2008 году во время политического кризиса и очередного закрытия главного аэропорта страны Суваннапум международный аэропорт Чиангмай использовался авиакомпанией China Airlines в качестве транзитного пункта на рейсах между Тайбэем и Европой, а также компанией Swiss International Airlines на дальнемагистральном маршруте Цюрих-Сингапур.
24 января 2011 года международный аэропорт Чиангмай стал вспомогательным хабом для авиакомпании Thai AirAsia.

## Инфраструктура
Международный аэропорт Чиангмай расположен на высоте 316 метров над уровнем моря и эксплуатирует одну взлётно-посадочную полосу 18/36 размерами 3100х45 метров с асфальтовым покрытием.
На территории аэропорта находится один пассажирский терминал, разделённый на две зоны — для внутренних и международных рейсов.